# مالی سدیاک
مالی سدیاک (انگلیسی: Maly Sedyak) یک شهرک در شهرستان بیژبولیاکسکی باشقیرستان کشور روسیه است.